# Farthinghoe
Farthinghoe es un pueblo y una parroquia civil del distrito de South Northamptonshire, en el condado de Northamptonshire (Inglaterra).

## Demografía
Según el censo de 2001, Farthinghoe tenía 418 habitantes (204 varones y 214 mujeres). 87 de ellos (20,81%) eran menores de 16 años, 307 (73,45%) tenían entre 16 y 74, y 24 (5,74%) eran mayores de 74. La media de edad era de 40,53 años. De los 331 habitantes de 16 o más años, 54 (16,31%) estaban solteros, 235 (71%) casados, y 42 (12,69%) divorciados o viudos. 217 habitantes eran económicamente activos, 208 de ellos (95,85%) empleados y otros 9 (4,15%) desempleados. Había 3 hogares sin ocupar y 169 con residentes.
| 348                         | 360 | 476 | 456 | 409 | 416 | - | - | 354 | 308 | 273 | 266 | 217 | 211 | - | 322 | 351 |
| (Fuente: Vision of Britain) |     |     |     |     |     |   |   |     |     |     |     |     |     |   |     |     |